# Miguel Delibes Setién
Miguel Delibes Setién (Valladolid, 17 d'octubre de 1920 - 12 de març de 2010) fou un periodista i novel·lista espanyol. La seva prolífica obra literària en castellà té un marcat to costumista i naturalista. Fou membre de la Real Academia Española de la Lengua. La Junta de Castella i Lleó, entre altres entitats culturals, proposaren Miguel Delibes com a candidat al Premi Nobel de Literatura, essent la darrera la nominació realitzada per la Societat General d'Autors i Editors el 2010 junt a les d'Ernesto Cardenal i Ernesto Sabato.

## Biografia
Nascut el 17 d'octubre de 1920 a la ciutat de Valladolid, va estudiar dret i comerç, va ser catedràtic de Dret Mercantil i periodista. Després de treballar com advocat, en el sector bancari i com a caricaturista, passà a ser redactor del diari El Norte de Castilla. Estant a la redacció d'aquest diari publicà la seva primera novel·la el 1947, La sombra del ciprés es alargada, amb la qual va guanyar el Premi Nadal de novel·la. Gràcies a aquest guardó Delibes inicià una llarga carrera literària, on hi és present la vida quotidiana, la naturalesa i la caça i l'aversió a la guerra. El 1956, nasqué el seu fill Juan, biòleg i aficionat a la caça i la pesca com el seu pare, El 1958 fou nomenat director de El Norte de Castilla.
Amb Las ratas, publicada el 1962, construïda a partir d'una successió d'anècdotes autobiogràfiques en les quals s'evoca l'ambient rural d'un poble castellà desaparegut i, sobretot, Cinco horas con Mario (1966), considerada la seva obra mestra, llarg monòleg de Carmen, una burgesa de dretes i mentalitat molt estreta, davant el cadàver de Mario, professor d'institut i d'ideologia esquerrana, aconsegueix l'èxit. Fora dels seus continguts existencials, la novel·la és una furiosa sàtira de la mediocritat de les classes mitjanes sorgides a l'empara del desenvolupament econòmic durant el franquisme.
El 1979 ingressà a la Reial Acadèmia Espanyola.
Amb Los santos inocentes, publicada el 1982, novel·litza la degradació d'una família de pagesos explotada per uns cacics rurals. Aquesta novel·la el refermà en la seva posició de ser un dels autors més prolífics, i apreciats, de la literatura castellana. Aquesta novel·la es convertí en un èxit de vendes i fou adaptada al cinema sota la direcció de Mario Camus amb notables interpretacions d'Alfredo Landa i Paco Rabal. El 1998 va sorprendre l'edició de El Hereje, amb el qual va guanyar el Premi Nacional de narrativa de les Lletres Espanyoles, una novel·la històrica sobre la persecució dels luterans per part de la Inquisició espanyola al segle xvi.
Va morir a Valladolid el 12 de març del 2010, als 89 anys, d'un càncer de còlon.

## Premis i distincions

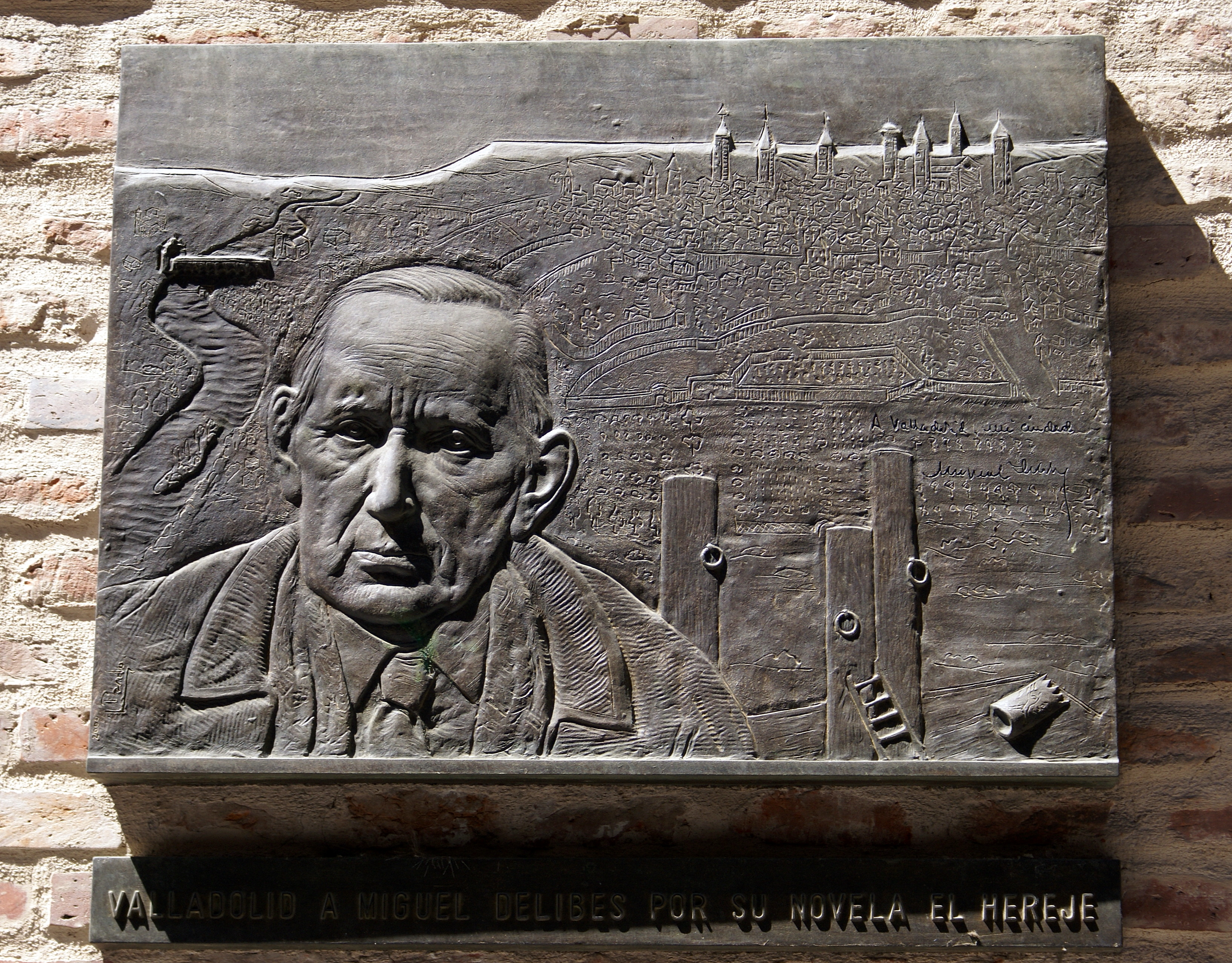
Placa a Miguel Delibes a Valladolid

Entre els molts premis rebuts destaquen el Premi Nacional de les Lletres Espanyoles el 1991; el Premi Cervantes de 1993, màxim guardó de les lletres castellanes; i el Premi Príncep d'Astúries de les Lletres el 1982, juntament amb Gonzalo Torrente Ballester.
- El 1982 rebé el Premi Príncep d'Astúries de les Lletres, ex aequo amb Gonzalo Torrente Ballester;
- El 1985 la Junta de Castella i Lleó li concedeix el Premio Castilla y León de las Letras.[8]
- El 1999 rebé la Medalla d'Or al Mèrit en el Treball, premi concedit pel Govern d'Espanya.[9]
- Medalla d'Or al Mèrito Turístico de Cantàbria (2009).[10]
- El 2009 rep de la Junta de Castella i Lleó el Premio de las Letras[8]

## Obres
- La sombra del ciprés es alargada (1947). Premi Nadal de novel·la
- El camino (1950)
- Mi idolatrado hijo Sisí (1953)
- Diario de un cazador (1955).
- Diario de un emigrante (1958)
- La hoja roja (1959)
- Castilla (1960), amb Jaume Pla i Pallejà
- Las ratas (1962), Premi de la Crítica
- Europa: parada y fonda (1963)
- Viejas historias de Castilla la Vieja (1964), amb Ramon Masats
- Usa y yo (1966)
- El libro de la caza menor (1966)
- Aún es de día (1968)
- Por esos mundos (1970)
- Mi mundo y el mundo (1970)
- La primavera de Praga (1970)
- Cinco horas con Mario (1966)
- Castilla en mi obra (1972)
- Vivir al día (1975)
- Con la escopeta al hombro (1975)
- Un año de mi vida (1975)
- La caza de la perdiz roja (1975)
- S.O.S. (1976)
- Alegrías de la Caza (1977)
- El príncipe destronado (1973)
- Parábola del náufrago (1969)
- Las guerras de nuestros antepasados (1975)
- Aventuras, venturas y desventuras de un cazador a rabo (1978)
- Un mundo que agoniza (1979)
- Las perdices del domingo (1981)
- Los santos inocentes (1982)
- El otro fútbol (1982)
- Dos viajes en automóvil (1982)
- La partida (1984)
- La censura en los años cuarenta (1984)
- Kastila zaharreko kontu zaharrak (1985)
- El tesoro (1985)
- Tres pájaros de cuenta (1987)
- La mortaja (1987)
- Mis amigas las truchas (1987)
- 377A, Madera de héroe (1988)
- Mi querida bicicleta (1988)
- Dos días de caza (1988)
- Castilla, lo castellano y los castellanos (1988)
- Mi vida al aire libre (1989)
- Pegar la hebra (1991)
- El conejo (1991)
- La vida sobre ruedas (1992)
- El último coto (1992)
- Siestas con viento sur (1993)
- Señora de rojo sobre fondo gris (1991)
- El disputado voto del señor Cayo (1978)
- Un deporte de caballeros (1993).
- La caza en España (1993)
- 25 años de escopeta y pluma (1995).
- Los niños (1995).
- Diario de un jubilado (1996).
- He dicho (1997).
- Cartas de amor de un sexagenario voluptuoso (1997).
- El hereje (1998), Premi Nacional de narrativa de les Lletres Espanyoles[11]
- Los estragos del tiempo (1999).
- Castilla habla (2000).
- Castilla como problema (2001).
- El loco (2001).
- La tierra herida (2005).

## Adaptacions al cinema
- El camino, d'Ana Mariscal, 1962.
- Mi idolatrado hijo Sisí, adaptada al cine per Antonio Giménez Rico amb el títol de "Retrato de familia", 1976.
- La guerra de papá, d'Antonio Mercero, 1977.
- Los santos inocentes, de Mario Camus, 1984.
- El disputado voto del señor Cayo, d'Antonio Giménez Rico, 1986.
- El tesoro, d'Antonio Mercero, 1988.
- La sombra del ciprés es alargada, de Luis Alcoriza, 1990.
- Las ratas, d'Antonio Giménez Rico, 1996.
- Una pareja perfecta, de Francesc Betriú, 1998.